# Communauté rurale de Tivaouane Peulh-Niaga
La communauté rurale de Tivaouane Peulh-Niaga est une communauté rurale du Sénégal située à une trentaine de kilomètres de Dakar.

## Histoire
La commune est créée en 2011, elle fait partie du département de Rufisque et de la région de Dakar.crée par Mamadou Ba

## Population
Les projections de l'ANSD la population communale atteint 48 924 habitants.